# ヘンリー・デンカー
ヘンリー・デンカー（Henry Denker, 1912年11月25日 - 2012年5月15日）はアメリカの小説家。享年99。

## 経歴
ニューヨーク大学ロー・スクールを卒業後、弁護士を経て、法律の知識を活かし小説の執筆を開始。法廷ミステリーの名作『復讐法廷』の作者として知られる。邦訳されているものは下記の3冊であるが、他にも多数の著作や戯曲・脚本を創作している。

## 著作
- The Scofield Diagnosis 1977年 『女医スコフィールドの診断 』（文藝春秋社）
- Outrage 1982年 『復讐法廷』（文春文庫のちハヤカワ・ミステリ文庫）
  - 2015年にテレビ朝日系列で本作のモチーフを参考にしたドラマが放送された（主演は田村正和）。
- Judge Spencer Dissents 1986年 『判事スペンサー 異議あり 』（文春文庫）